# Élections législatives de 2002 en Haute-Corse
Les élections législatives françaises de 2002 se déroulent les 9 et 16 juin 2002. Dans le département de la Haute-Corse, deux députés sont à élire dans le cadre de deux circonscriptions.

## Élus
| Circonscription | Député sortant                              | Parti | Parti         | Député élu ou réélu | Parti | Parti |
| --------------- | ------------------------------------------- | ----- | ------------- | ------------------- | ----- | ----- |
| 1re             | Roger Franzoni suppléant d'Émile Zuccarelli |       | PRG           | Émile Zuccarelli    |       | PRG   |
| 2e              | Paul Patriarche                             |       | Divers droite | Paul Giacobbi       |       | PRG   |

## Résultats

### Résultats à l'échelle du département
| Parti                                           | Parti                             | Premier tour | Premier tour | Second tour | Second tour | Sièges |
| Parti                                           | Parti                             | Voix         | %            | Voix        | %           | Sièges |
| ----------------------------------------------- | --------------------------------- | ------------ | ------------ | ----------- | ----------- | ------ |
|                                                 | Parti radical de gauche           | 27 698       | 42,52        | 48 410      | 76,14       | 2      |
|                                                 | Parti communiste français         | 2 926        | 4,49         |             |             | 0      |
|                                                 | Parti socialiste                  | 2 397        | 3,68         | 0           |             |        |
|                                                 | Les Verts                         | 731          | 1,12         | 0           |             |        |
|                                                 | Gauche parlementaire              | 33 752       | 51,82        | 48 410      | 76,14       | 2      |
|                                                 |                                   |              |              |             |             |        |
|                                                 | Union pour un mouvement populaire | 21 855       | 33,55        | 15 167      | 23,86       | 0      |
|                                                 | Majorité présidentielle           | 21 855       | 33,55        | 15 167      | 23,86       | 0      |
|                                                 |                                   |              |              |             |             |        |
|                                                 | Divers                            | 2 921        | 4,48         |             |             | 0      |
|                                                 | Front national                    | 2 883        | 4,43         | 0           |             |        |
|                                                 | Régionaliste                      | 2 826        | 4,34         | 0           |             |        |
|                                                 | Extrême droite dont MNR           | 694          | 1,07         | 0           |             |        |
|                                                 | Lutte ouvrière                    | 206          | 0,32         | 0           |             |        |
|                                                 |                                   |              |              |             |             |        |
| Inscrits                                        | Inscrits                          | 104 863      | 100,00       | 104 860     | 100,00      | 2      |
| Abstentions                                     | Abstentions                       | 38 614       | 36,82        | 37 992      | 36,23       |        |
| Votants                                         | Votants                           | 66 249       | 63,18        | 66 868      | 63,77       |        |
| Blancs et nuls                                  | Blancs et nuls                    | 1 112        | 1,68         | 3 291       | 4,92        |        |
| Exprimés                                        | Exprimés                          | 65 137       | 98,32        | 63 577      | 95,08       |        |
| Source : Ministère de l'Intérieur - Haute-Corse |                                   |              |              |             |             |        |

### Résultats par circonscription

#### Première circonscription (Bastia)
| Candidat       | Candidat                       | Parti          | Premier tour | Premier tour | Second tour | Second tour |  |
| Candidat       | Candidat                       | Parti          | Voix         | %            | Voix        | %           |  |
| -------------- | ------------------------------ | -------------- | ------------ | ------------ | ----------- | ----------- |  |
|                | François Vendasi               | PRG            | 7 788        | 24,89        | 13 523      | 48,65       |  |
|                | Émile Zuccarelli sortant réélu | PRG            | 6 437        | 20,57        | 14 274      | 51,35       |  |
|                | Sauveur Gandolfi-Scheit        | UMP            | 5 417        | 17,31        |             |             |  |
|                | Jean Baggioni                  | UMP            | 4 348        | 13,9         |             |             |  |
|                | Michel Stefani                 | PCF            | 1 464        | 4,68         |             |             |  |
|                | Pierre Chiarelli               | Divers         | 1 429        | 4,57         |             |             |  |
|                | Jeanne Jacob                   | FN             | 1 168        | 3,73         |             |             |  |
|                | Marc Valery                    | PS             | 980          | 3,13         |             |             |  |
|                | Fabienne Giovannini            | Divers         | 769          | 2,46         |             |             |  |
|                | Pierre Pieri                   | Divers         | 378          | 1,21         |             |             |  |
|                | Claude Paoli                   | CPNT           | 345          | 1,1          |             |             |  |
|                | Jean-Marcel Vuillamier         | Les Verts      | 300          | 0,96         |             |             |  |
|                | Claude Leonardi                | MNR            | 219          | 0,7          |             |             |  |
|                | Didier Ramelet                 | Régionaliste   | 149          | 0,48         |             |             |  |
|                | Olivier Josué                  | LO             | 99           | 0,32         |             |             |  |
|                |                                |                |              |              |             |             |  |
| Inscrits       | Inscrits                       | Inscrits       | 47 659       | 100,00       | 47 660      | 100,00      |  |
| Abstentions    | Abstentions                    | Abstentions    | 15 834       | 33,22        | 17 703      | 37,14       |  |
| Votants        | Votants                        | Votants        | 31 825       | 66,78        | 29 957      | 62,86       |  |
| Blancs et nuls | Blancs et nuls                 | Blancs et nuls | 535          | 1,68         | 2 160       | 7,21        |  |
| Exprimés       | Exprimés                       | Exprimés       | 31 290       | 98,32        | 27 797      | 92,79       |  |

#### Deuxième circonscription (Corte - Calvi)
| Candidat       | Candidat                 | Parti          | Premier tour | Premier tour | Second tour | Second tour |  |
| Candidat       | Candidat                 | Parti          | Voix         | %            | Voix        | %           |  |
| -------------- | ------------------------ | -------------- | ------------ | ------------ | ----------- | ----------- |  |
|                | Paul Giacobbi élu        | PRG            | 13 473       | 39,81        | 20 613      | 57,61       |  |
|                | Paul Patriarche sortant  | UMP            | 12 090       | 35,72        | 15 167      | 42,39       |  |
|                | Jean-Félix Acquaviva     | Régionaliste   | 2 330        | 6,88         |             |             |  |
|                | Octave Jacob Dit Luzie   | FN             | 1 715        | 5,07         |             |             |  |
|                | François-Xavier Riolacci | PCF            | 1 462        | 4,32         |             |             |  |
|                | Vincent Carlotti         | PS             | 1 417        | 4,19         |             |             |  |
|                | Jean Graziani            | Les Verts      | 431          | 1,27         |             |             |  |
|                | Valérie Segaux           | Extrême droite | 362          | 1,07         |             |             |  |
|                | Jean-André Lefèvre       | Régionaliste   | 347          | 1,03         |             |             |  |
|                | Marie-Claire Piazza      | MNR            | 113          | 0,33         |             |             |  |
|                | Françoise Dutfoy         | LO             | 107          | 0,32         |             |             |  |
|                |                          |                |              |              |             |             |  |
| Inscrits       | Inscrits                 | Inscrits       | 57 204       | 100,00       | 57 200      | 100,00      |  |
| Abstentions    | Abstentions              | Abstentions    | 22 780       | 39,82        | 20 289      | 35,47       |  |
| Votants        | Votants                  | Votants        | 34 424       | 60,18        | 36 911      | 64,53       |  |
| Blancs et nuls | Blancs et nuls           | Blancs et nuls | 577          | 1,68         | 1 131       | 3,06        |  |
| Exprimés       | Exprimés                 | Exprimés       | 33 847       | 98,32        | 35 780      | 96,94       |  |